# Heliosciurus punctatus
Heliosciurus punctatus es una especie de roedor de la familia Sciuridae.

## Distribución geográfica
Se encuentran en Costa de Marfil, Ghana, Liberia, Sierra Leona, y, posiblemente, Guinea.

## Hábitat
Su hábitat natural son: zonas subtropicales o tropicales húmedas, bosques de tierras de baja altitud.